# Hans-Carl Rüdel

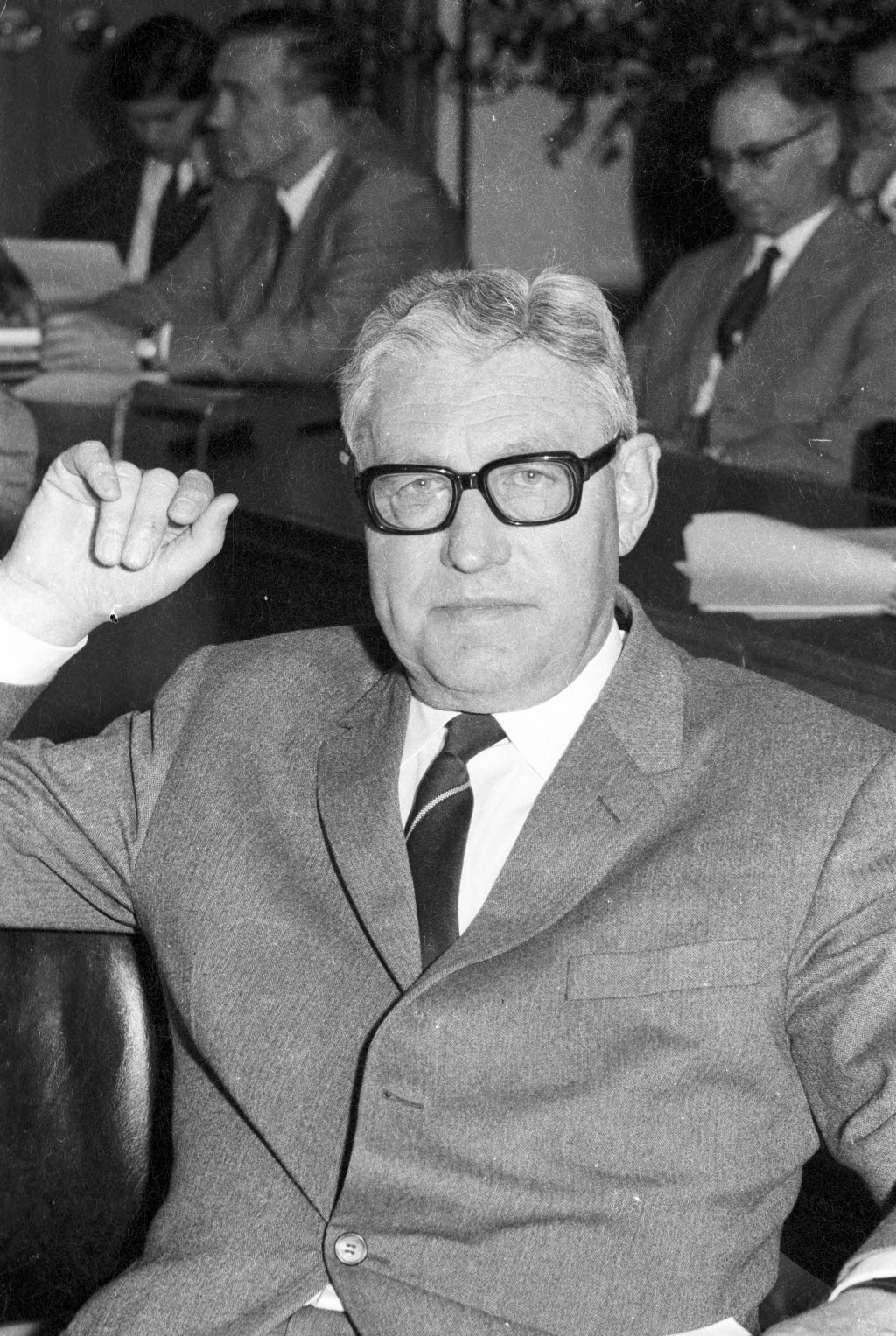
Hans-Carl Rüdel

Hans-Carl Rüdel (* 2. Mai 1906 in Kiel; † 27. Juni 1976 ebenda) war ein deutscher Politiker (CDU).

## Leben
Während seines Studiums in Kiel wurde er 1928 Mitglied der Burschenschaft der Krusenrotter.
Hans-Carl Rüdel übernahm 1936 die Hof-Apotheke in Kiel von seinem Vater. Er führte die Apotheke damit in der vierten Generation. Nachdem auch die Apotheke im Zweiten Weltkrieg zerstört worden war, baute Rüdel nach der Rückkehr 1946 aus der französischen Gefangenschaft sie in den Jahren 1949/1950 wieder auf. Von 1948 bis 1953 war Hans-Carl Rüdel Präsident der Landesapothekenkammer Schleswig-Holstein. 1967 übergab er das Geschäft an seinen Sohn Hans-Jochen Rüdel.

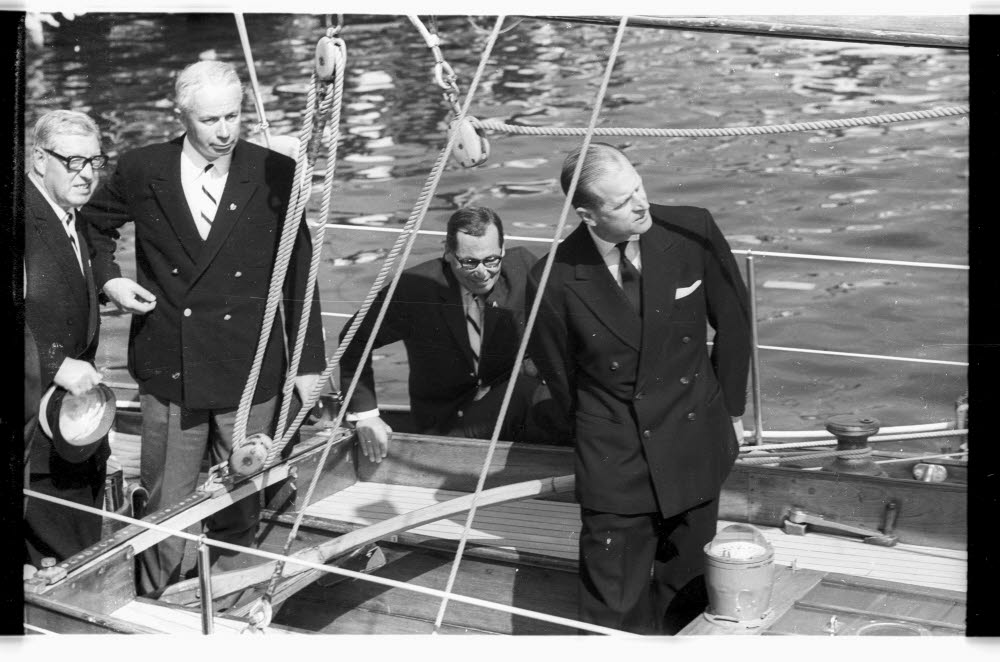
Rüdel (links) an Bord der britischen Segelyacht Bloodhound von Prinz Philip in Kiel 1966

Rüdel erregte 1967 als Vorsitzender des Kieler Yacht-Clubs Aufmerksamkeit, als er im Streit, ob Austragungsort für die Segelwettbewerbe der Olympischen Spiele 1972 Travemünde oder Kiel sein sollte, einen Brief an Karl Carstens (damals Staatssekretär im Verteidigungsministerium) schrieb, in dem er behauptete, Travemünde sei wegen der nahen Grenze zur DDR ungeeignet.
Rüdel war lange Jahre tätig als dänischer Konsul.

## Politik
Der promovierte Apotheker Rüdel gehörte in der 3. Wahlperiode dem Deutschen Bundestag an.
Er kandidierte 1957 im Wahlkreis Kiel, den er mit 50 % der Erststimmen für sich gewinnen konnte.
Rüdel war Mitglied der Kieler Ratsversammlung von 1951 bis 1957 und von 1960 bis 1970. 1951 bis 1955 und 1959 bis 1962 war er dort stellvertretender Vorsitzender. Zwischen Juni und November 1959 war er Kieler Stadtpräsident.

## Ehrungen
- 1960 Freiherr-vom-Stein-Gedenkmedaille des Landes Schleswig-Holstein
- 1971 Verdienstkreuz der Bundesrepublik Deutschland
- 1974 Dannebrogorden
- 1976 Großes Verdienstkreuz des Verdienstordens der Bundesrepublik